# 윤보미
윤보미(尹普美, 1993년 8월 13일 ~ )는 대한민국의 가수 겸 배우다. 걸 그룹 에이핑크의 리드보컬, 메인댄서를 맡고 있다.

## 학력
- 고색초등학교 (졸업)
- 고색중학교 (졸업)
- 영신여자고등학교 (전학)
- 한국예술고등학교 음악과 (졸업)

## 음반 활동

### 참여음반
| 종류        | 앨범 정보                           | 발매일          | 트랙 리스트                                                                                             |
| ----------- | ----------------------------------- | --------------- | --- |
| 디지털 싱글 | 썸남썸녀 OST Part.1                 | 2015년 6월 16일 | 1. Lovely해(With 슬옹) 2. Lovely해 (acoustic ver.) 3. Lovely해 (Inst.) 4. Lovely해 (acoustic inst ver.) |
| 디지털 싱글 | 투유 프로젝트 - 슈가맨 part. 33     | 2016년 6월 1일  | 1. sweety (with. 이지혜. 장석현. 딘딘)                                                                  |
| 디지털 싱글 | 신데렐라와 네 명의 기사 OST Part. 4 | 2016년 8월 28일 | 1. Without You 2. Without You (inst.)                                                                   |

#### 피처링
- M.I.B - 너부터 잘해 : 너부터 잘해
- 데이비드 오 - 노래시작 : 알아 알아
- 윤현상 - 밥 한 끼 해요 : 밥 한 끼 해요

## 출연 작품

### 예능
- MBC 《위대한 유산》 (2015.9.28)
- MBC 《진짜 사나이 - 여군특집2》 (2015.1.18 ~ 2015.3.8)
- KBS2 《우리동네 예체능》(2014년 4월 15일) 태권도 대결
- SBS 《놀라운 대회 스타킹》 (2014.12.20 ~ 2014.12.27)
- MBC 《쇼! 음악중심》 MC (2014.11.29, 2015.4.25)
- KBS2 《인간의 조건》 (2014.8.9 ~ 2014.8.23)
- SBS 《일요일이 좋다 - 런닝맨》 (2013.12.22, 2014.7.6, 2015.7.12, 2017.10.15, 2022.7.10)
- MBC every1 《주간 아이돌》 정규직돌.7.17 ~ 2015.7.8)
- KBS2 《1 대 100》 (2012.6.5)
- KBS2 《위기탈출 넘버원》 (2012.6.4, 2013.8.12, 2014.12.1)
- KBS2 《우리동네 예체능》(2016.2.23 ~ 2016.3.1) 탁구 대결
- MBC 《미스터리 음악쇼 복면가왕》 (2016.5.29) 깜찍한 토끼소녀 바니바니
- JTBC 《투유 프로젝트 - 슈가맨》 1회 (2015.10.20), 33회 (2016.5.31) 복원 슈가맨 특집
- MBC 《마이 리틀 텔레비전》
- MBC 《우리 결혼했어요》 (2016.10.01 ~ 2017.3.4)
- SBS 《정글의 법칙》 33기 (2017.10.27 ~ 2017.11.24) - (박초롱과 동반출연)
- SBS 《전설의 빅 피쉬》 (2019)
- KBS2 《퀴즈 위의 아이돌》 (2020.08.31 ~ 2020.12.05)
- SBS  《꼬리에 꼬리를 무는 그날 이야기》
- MBC 《심야괴담회》 (2023.1.26) - 77회 게스트

### 드라마
- 2012년 tvN 《응답하라 1997》 - 문정미 역 (특별출연)
- 2015년 네이버 TV 《연애탐정 셜록K》 - 유나 역
- 2017년 tvN 《이번 생은 처음이라》 - 윤보미 역
- 2019년 SBS 토요 드라마 《농부사관학교》
- 2020년 MBC every1 화요 드라마 《제발 그 남자 만나지 마요》 - 문예슬 역
- 2024년 tvN 토일 드라마 《눈물의 여왕》 - 나채연(나비서)역

### 뮤직비디오
- 2010년 비스트 - Beautiful

## 수상 및 후보
| 연도 | 시상식                 | 부문                | 작품     | 결과 |
| ---- | ---------------------- | ------------------- | -------- | ---- |
| 2019 | KBS 연예대상           | 쇼·오락 부문 신인상 | 배틀트립 | 후보 |
| 2020 | 브랜드 고객충성도 대상 | 연예인 유튜버 부문  | 빈칸     | 수상 |